# Alexandre Abrivard
Alexandre Abrivard, né le 22 juillet 1993, est un jockey et driver français, spécialiste des courses de trot.

## Carrière
Membre d'une famille influente du trot français, fils de Laurent-Claude Abrivard et cousin de Matthieu Abrivard, Alexandre Abrivard se dirige vers le monde des courses. Formé par Christian Bigeon et Jean-Michel Bazire ainsi que son père , il prend sa licence de jockey en 2009, à 16 ans, remporte sa première victoire en août avec Royal Quito à La Capelle et s'adjuge le titre de meilleur apprenti à la fin de cette même année. Spécialiste du trot monté, il décroche un Étrier de bronze en 2015 puis en 2018 et son premier Étrier d'or en 2017, il en gagnera trois autres en 2019 , 2022 , et 2023. Le 20 avril 2019, Valokaja Hindo lui offre une 1000e victoire sur l'hippodrome d'Enghien. Son année 2022 sera récompensée par un premier sulky d'argent ; il décrochera un sulky de bronze en 2023. Le 6 juin 2023, il devient le plus jeune compétiteur à franchir le cap des 2 000 victoires en France grâce à une jument appartenant à sa famille, Kelle Beauté. Durant le meeting hiver 2022-2023, il fixe le record de victoires durant cette période à 99 .

## Palmarès

### Principales victoires
France

#### Monté

##### Groupe I
- Prix de Cornulier – 3 – Scarlet Turgot (2016), Bilibili (2019, 2020)
- Prix de l'Île-de-France – 4 – Scarlet Turgot (2016), Bilibili (2017, 2020), Hanna des Molles (2023)
- Prix du Président de la République – 3 – Bilibili (2015), Chancelière Citrus (2016), Flèche Bourbon (2019), L'Écrin d'Or (2025)
- Prix d'Essai – 2 – Dragon du Fresne (2016), Ibra du Loisir (2021)
- Prix de Vincennes – 1 – Dragon du Fresne (2016)
- Prix de Normandie – 1 – Durzie (2018)
- Prix des Élites – 1 – Flèche Bourbon (2019)
- Prix des Centaures – 1 – Hanna des Molles (2023)

##### Groupe II
- Prix Léon Tacquet – 4 – Scala Bourbon (2011), Ugénie du Citrus (2013), Bilibili (2016), Dragon du Fresne (2018)
- Prix du Calvados – 4 – Pinson (2011), Bilibili (2018, 2019, 2020)
- Prix Paul Bastard – 4 – Unikaranes (2013), Bilibili (2016), Flèche Bourbon (2020) , Inshore (2023)
- Prix Théophile Lallouet – 2 – Nene' Degli Ulivi (2015), Scarlet Turgot (2016)
- Prix Émile Riotteau – 2 – Bilibili (2015), Célina Polka (2016)
- Prix Camille Lepecq – 3 – Nene' Degli Ulivi (2015), Boss du Meleuc (2020) , Gigolo Lover (2023)
- Prix Reynolds – 3 – Scarlet Turgot (2016), Boss du Meleuc (2020) , Gigolo Lover (2023)
- Prix René Palyart – 3 – Ungarou de Flore (2012) , Hegate Love (2021) , Jadrius de Guez (2023)
- Prix Hervé Céran-Maillard –  2 – Unikaranes (2013) , Balsamine Font (2022)
- Prix Louis Tillaye – 1 – Bilibili (2014)
- Prix Paul Buquet – 1 – Scarlet Turgot (2015) , Boss du Meleuc (2021)
- Prix Camille Blaisot – 1 – Bilibili (2016)
- Prix de Basly – 1 – Dragon du Fresne (2016)
- Prix Raoul Ballière – 3 – Dragon du Fresne (2016) , Joyner Sport (2022) , Lucky Jackson (2024)
- Prix Henri Ballière – 1 – Chancelière Citrus (2016)
- Prix de Londres – 1 – Astor du Quenne (2016)
- Prix Louis Le Bourg – 2 – Durzie (2017) , Grâce de Faël (2020)
- Prix de Pardieu – 1 – Durzie (2017)
- Prix Jules Lemonnier – 1 – Athéna de Vandel (2017)
- Prix Louis Forcinal – 1 – Daïda de Vandel (2019)
- Prix Céneri Forcinal – 1 – Flèche Bourbon (2019)
- Prix Victor Cavey – 1 – Flèche Bourbon (2020)

#### Attelé

##### Groupe I
- Critérium des Jeunes – 2 – Folelli (2018), Maître Jacques (2025)
- Critérium des 3 ans – 1 – Hanna des Molles (2020)
- Prix Ourasi - Sulky World Cup 4 Ans - 1 - Just Love You (2023)

##### Groupe II
- Prix Ténor de Baune – 3 – Excellent (2019), Féerie Wood (2020), Just Love You (2024)
- Prix Jean Le Gonidec – 1 – Darling de Reux (2018)
- Prix Pierre Plazen – 1 – Folelli (2018)
- Prix de Washington – 1 – Uza Josselyn (2018)
- Finale du Grand National du Trot – 1 – Blé du Gers (2018)
- Prix Paul Viel – 1 – Général du Parc (2019)
- Prix Robert Auvray – 1 – Excellent (2019)
- Prix Ozo – 1 – Havana d'Aurcy (2020)
- Prix Guy Deloison – 1 – Hanna des Molles (2020)
- Prix Guy Le Gonidec – 2 – Hanna des Molles (2021) , Kelle Beaute (2024)
- Prix Maurice de Gheest - 1 - Luciano Menuet (2024)
- Prix Chambon-P -1- Inexess Bleu (2025)
- Prix Paul-Karle -1- Maître Jacques (2025)
- Prix Kerjacques -1- Inexess Bleu (2025)

 Union européenne
- Championnat européen des 5 ans – 1 – Féerie Wood (2020)